# El desvío
El desvío es una película argentina dirigida por Horacio Maldonado. Está protagonizada por Gastón Pauls, Pablo Echarri, Nancy Duplaa, Federico D'Elía, Magalí Moro, Jorge D'Elía, Roberto Carnaghi, Daniel Aráoz y Marta González. La película fue estrenada el 30 de abril de 1998.

## Sinopsis
Gabriela (Duplaa), Mauro (Echarri), Eduardo (D'Elía) y Sebastián (Pauls) son cuatro amigos que quisieran una mejor vida en comparación con la que llevan: Gabriela aspira a ser una gran actriz. Eduardo trabaja vendiendo celulares y en la espera de un aumento que no llega. Mauro se gana la vida como taxista y Sebastián trabaja delante de una computadora, alimentando sus sueños millonarios.
Una noche, previa a un fin de semana largo, improvisan una salida nocturna tras un recital de Memphis La Blusera donde se quedan con los bolsillos vacíos. Suben a la camioneta de Sebastián y se van lejos de la ciudad a hacer un fogón al costado de la ruta. Esa misma noche Eduardo y Mauro encuentran un auto chocado, con dos cadáveres y un millón de dólares sin dueño en el asiento trasero.
Los amigos se llevan la plata pensando que se habían sacado la lotería y que nadie la reclamaría al no haber testigos de lo ocurrido. Se van a Mar del Plata para disponer del dinero y divertirse, aunque no gastan todo ya que una parte del botín se queda en un viejo galpón que pertenecía al tío de Gabriela. Es cuando regresan que Mauro recuerda que uno de los dos hombres que estaba en el auto donde encontraron el dinero, antes de morir, le dijo dos palabras: "El Molino". 
Eduardo y Mauro deciden ir al lugar y al llegar, encuentran a una chica (Moro) amordazada, atada a una cama y con los ojos vendados. Cuando le sacan la venda, ella dice llamarse Mariana y les pregunta que por qué la tenían cautiva ahí todavía y si su madre ya les había pagado. 
Mauro descubre en ese momento toda la verdad: el dinero que ellos encontraron es el rescate por el secuestro de Mariana. Como ella nunca vio la cara de los secuestradores, ella asume que ellos fueron los que la llevaron ahí y se dan cuenta de que, si dejan ir a Mariana, ella podría avisar a la policía y quedarían los cuatro amigos como los culpables. Eduardo y Mauro deciden llevarse a Mariana al galpón donde los esperaban Sebastián y Gabriela. Es cuando Mauro dice la frase "Nos llegan a encontrar culpables de esto y vamos a pasar 40 años presos por haber hecho...nada". 
Descubren que la chica es Mariana Díaz Copello, hija de una aristocrática familia argentina y que la misma aún está esperando su liberación (por eso no se hizo la denuncia del hecho). Se dan cuenta de que tienen todas las de perder: Mariana les vio la cara y gastaron parte del rescate. No hay forma de que puedan explicar lo sucedido sin quedar ellos tras las rejas...a no ser que se pongan a las órdenes de los verdaderos secuestradores para salir con vida de esta trampa mortal.

## Reparto
- Gastón Pauls como Sebastián.
- Pablo Echarri como Mauro.
- Nancy Duplaa como Gabriela.
- Federico D'Elía como Eduardo.
- Magalí Moro como Mariana Díaz Copello
- Jorge D'Elía como el Sr. Díaz Copello
- Roberto Carnaghi como Morales.
- Daniel Aráoz como Darío Coziel.
- Marta González como Lidia Díaz Copello.
- Memphis la Blusera como Ellos mismos

## Banda sonora
- https://www.youtube.com/watch?v=-_vo86HJGwA&t=3s

- Datos: Q5824661